# 1976년 칸 영화제
제29회 칸 영화제는 1976년 5월 13일부터 1976년 5월 28일까지 열린 영화제이다. 프랑스 칸에서 개최되었다.

## 수상

### 황금종려상
- 택시 드라이버 - 마틴 스코세이지 수상
- 테넌트 - 로만 폴란스키
- 벅시 말론 - 앨런 파커
- O 후작 부인 - 에릭 로메르

### 심사위원대상
- 까마귀 기르기 - 카를로스 사우라 수상

### 감독상
- 추하고 더럽고 미천한 - 에토레 스콜라 수상

### 여우주연상
- 인헤리턴스 - 도미니크 샌다 수상

### 남우주연상
- 파스쿠알 두아르테 - 조시 루이스 고메즈 수상

### 심사위원특별상
- O 후작 부인 - 에릭 로메르 수상